# Ovtchinnikovia caucasica
Genre
Espèce
Ovtchinnikovia caucasica, unique représentant du genre Ovtchinnikovia, est une espèce d'araignées aranéomorphes de la famille des Amaurobiidae.

## Distribution
Cette espèce est endémique du kraï de Krasnodar en Russie,.

## Description
Le mâle holotype mesure 6,0 mm et la femelle paratype 7,0 mm.

## Étymologie
Ce genre est nommé en l'honneur de Sergei V. Ovtchinnikov.
Son nom d'espèce lui a été donné en référence au lieu de sa découverte, le Caucase.

## Publication originale
- Marusik, Kovblyuk & Ponomarev, 2010 : A new subfamily of amaurobiid spiders (Aranei: Amaurobiidae) from west Caucasus. Arthropoda Selecta, vol. 19, no 4, p. 227-236 (texte intégral).